# 3008 Nojiri
3008 Nojiri este un asteroid din centura principală, descoperit pe 17 noiembrie 1938 de Karl Reinmuth.